# Telémaco de Farsala

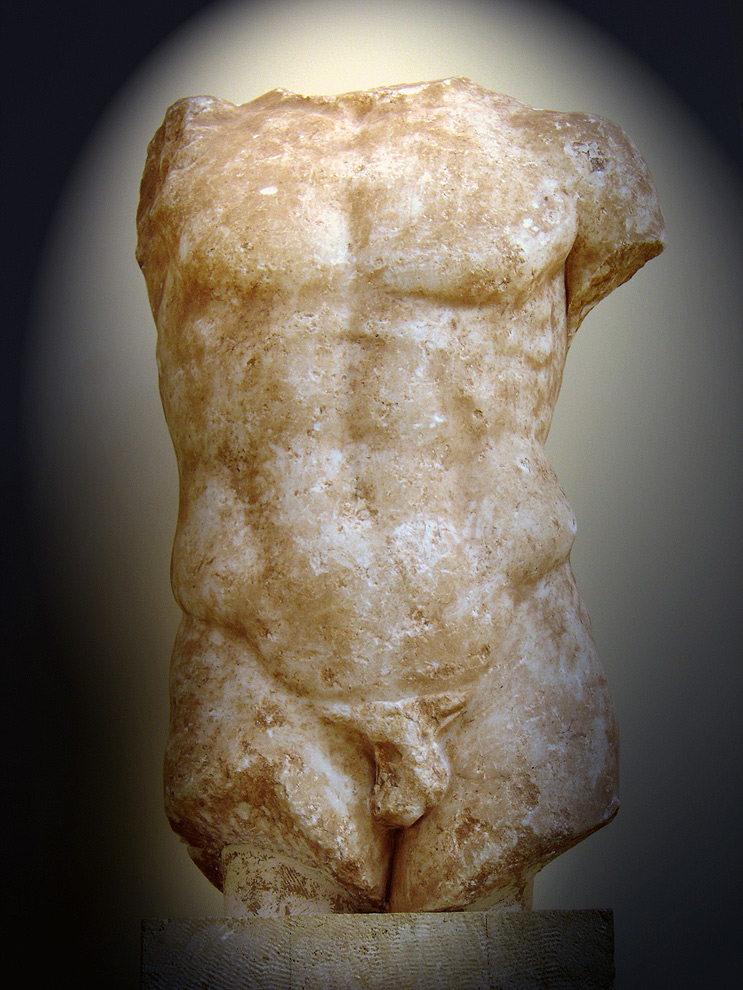
Busto de Telémaco en el Museo Arqueológico de Delfos.

Telémaco de Farsala (en griego antiguo: Τηλέμαχος ο Φαρσάλιος), fue un vencedor olímpico del siglo V a. C. de Farsala.
Ganó en la prueba de lucha griega en los 74º juegos en 484 a. C. después de haber matado sin saberlo a uno de sus adversarios. Fue periodónice: habiendo obtenido una victoria en cada uno de los Juegos Pentetéricos (Juegos Olímpicos, los Juegos Ístmicos, los Juegos Nemeos y los Juegos Píticos).
Hijo de Acnonio, era hermano de Agias de Farsala quien probablemente ganó el pancracio en estos mismos juegosp. Otro de sus hermanos, Agelao, ganó el estadio infantil en los Juegos Píticos. El bisnieto de Agias, Daoco financió alrededor del 336  - 332  a. C., un grupo estatuario realizado por Lisipo celebrándolos en Delfos